# إد برينكمان
إد برينكمان (بالإنجليزية: Ed Brinkman)‏ هو لاعب كرة قاعدة أمريكي، ولد في 8 ديسمبر 1941 في سينسيناتي في الولايات المتحدة، وتوفي بنفس المكان في 30 سبتمبر 2008 بسبب سرطان الرئة.

## وصلات خارجية
- إد برينكمان على موقعبيزبول رفرنس.كوم (الدوري الرئيسي) (الإنجليزية)
- إد برينكمان على موقعبيزبول رفرنس.كوم (الدوري الثانوي) (الإنجليزية)